# Sportverein Wehen 1926 Taunusstein 2009-2010
Questa voce raccoglie le informazioni riguardanti lo Sportverein Wehen 1926 Taunusstein nelle competizioni ufficiali della stagione 2009-2010.

## Stagione
Nella stagione 2009-2010 il Wehen Wiesbaden, allenato da Hans-Werner Moser e Gino Lettieri, concluse il campionato di 3. Liga al 15º posto. In Coppa di Germania il Wehen Wiesbaden fu eliminato al primo turno dal Wolfsburg.

## Rosa
| N. |                     | Ruolo | Calciatore        |
| -- | ------------------- | ----- | ----------------- |
| 1  | Germania (bandiera) | P     | Erik Domaschke    |
| 2  | Germania (bandiera) | D     | Florian Hübner    |
| 3  | Germania (bandiera) | D     | Thorsten Barg     |
| 4  | Turchia (bandiera)  | D     | Tunay Açar        |
| 5  | Germania (bandiera) | D     | Kai Gehring       |
| 6  | Germania (bandiera) | D     | Benjamin Hübner   |
| 7  | Germania (bandiera) | C     | Björn Ziegenbein  |
| 8  | Germania (bandiera) | C     | Steffen Bohl      |
| 9  | Germania (bandiera) | A     | Danko Boskovic    |
| 11 | Croazia (bandiera)  | C     | Josip Landeka     |
| 13 | Germania (bandiera) | C     | Philipp Albert    |
| 15 | Germania (bandiera) | C     | Sebastian Reinert |
| 17 | Germania (bandiera) | D     | Lukas Billick     |
| 18 | Germania (bandiera) | C     | Christian Kunert  |

| N. |                          | Ruolo | Calciatore          |
| -- | ------------------------ | ----- | ------------------- |
| 19 | Turchia (bandiera)       | A     | Suat Türker         |
| 20 | Germania (bandiera)      | D     | Benjamin Weigelt    |
| 22 | Germania (bandiera)      | C     | Sascha Amstätter    |
| 23 | Germania (bandiera)      | P     | Marc Birkenbach     |
| 24 | Germania (bandiera)      | A     | Dominik Stroh-Engel |
| 25 | Germania (bandiera)      | C     | Sebastian Wolf      |
| 26 | Germania (bandiera)      | D     | Torge Hollmann      |
| 27 | Turchia (bandiera)       | A     | Aykut Öztürk        |
| 30 | Germania (bandiera)      | A     | Sebastian Szimayer  |
| 31 | Nuova Zelanda (bandiera) | P     | Stefan Marinović    |
| 34 | Germania (bandiera)      | D     | Fabian Schönheim    |
| 38 | Germania (bandiera)      | A     | Marcel Ziemer       |
| 44 | Serbia (bandiera)        | A     | Jovan Damjanović    |

## Organigramma societario
Area tecnica
- Allenatore: Gino Lettieri
- Allenatore in seconda: Steffen Vogler
- Preparatore dei portieri: Steffen Vogler
- Preparatori atletici:

## Calciomercato

### Sessione estiva
| Acquisti | Acquisti          | Acquisti          | Acquisti |
| R.       | Nome              | da                | Modalità |
| -------- | ----------------- | ----------------- | -------- |
| C        | Steffen Bohl      | Aalen             |          |
| A        | Danko Boskovic    | Sandhausen        |          |
| A        | Jovan Damjanović  | Paderborn         |          |
| P        | Erik Domaschke    | Bayer Leverkusen  |          |
| D        | Kai Gehring       | Norimberga II     |          |
| C        | Christian Kunert  | Chemnitz          |          |
| C        | Josip Landeka     | Kickers Stoccarda |          |
| P        | Stefan Marinović  | Waitakere Utd     |          |
| C        | Sebastian Reinert | Kaiserslautern    |          |
| D        | Benjamin Weigelt  | St. Pauli         |          |

| Cessioni | Cessioni              | Cessioni              | Cessioni |
| R.       | Nome                  | a                     | Modalità |
| -------- | --------------------- | --------------------- | -------- |
| A        | Bakary Diakité        | FSV Francoforte       |          |
| C        | Patrick Bick          | RB Lipsia             |          |
| C        | Hajrudin Catic        | Wehen Wiesbaden II    |          |
| C        | Ertan Ekiz            | Wehen Wiesbaden II    |          |
| D        | Vlado Jeknić          | Diósgyőr              |          |
| A        | Erwin Koen            | Telstar               |          |
| D        | Aleš Kokot            | Interblock            |          |
| A        | Ronny König           | RW Oberhausen         |          |
| D        | Marko Kopilaš         | Kickers Offenbach     |          |
| C        | Slobodan Lakičević    | Budućnost             |          |
| D        | Nikolaos Nakas        | Elversberg            |          |
| D        | Saïdou Panandétiguiri | Le Havre              |          |
| P        | Thomas Richter        | Mpumalanga Black Aces |          |
| A        | Dennis Schmidt        | Osnabrück             |          |
| C        | Benjamin Siegert      | Osnabrück             |          |
| D        | Dajan Šimac           | FSV Francoforte       |          |
| P        | Alexander Walke       | Hansa Rostock         |          |

### Sessione invernale
| Acquisti | Acquisti       | Acquisti          | Acquisti |
| R.       | Nome           | da                | Modalità |
| -------- | -------------- | ----------------- | -------- |
| A        | Suat Türker    | Kickers Offenbach |          |
| C        | Sebastian Wolf | Stoccarda II      |          |

| Cessioni | Cessioni       | Cessioni   | Cessioni |
| R.       | Nome           | a          | Modalità |
| -------- | -------------- | ---------- | -------- |
| D        | Kristjan Glibo | Sandhausen |          |

## Risultati

### 3. Liga

#### Girone di andata
| Arbitro: | Brych |

|                  |           |          |
| Smeekes 50’, 56’ | Marcatori | 74’ Bohl |

| Arbitro: | Drees |

|  |           |            |
|  | Marcatori | 12’ Savran |

| Arbitro: | Benedum |

|  |           |                         |
|  | Marcatori | 17’ Boskovic 84’ Ziemer |

| Arbitro: | Schößling |

|                       |           |                                  |
| Bohl 68’ Boskovic 90’ | Marcatori | 58’ Altın 71’ Neunaber 82’ Neppe |

| Arbitro: | Glasmacher |

|                              |           |  |
| Schipplock 37’ Funk 62’, 90’ | Marcatori |  |

| Arbitro: | Sönder |

|  |           |                        |
|  | Marcatori | 67’ Berger 86’ Beigang |

| Arbitro: | Cortus |

|                                  |           |           |
| Ziegenbein 37’ (rig.) Öztürk 45’ | Marcatori | 84’ Pinto |

| Monaco di Baviera 6 settembre 2009, ore 14:00 CEST 8ª giornata | Bayern Monaco II | 0 – 0 referto | Wehen Wiesbaden | Grünwalder Stadion (1 000 spett.)\| Arbitro: \| Winkmann \| |
| Arbitro:                                                       | Winkmann         |               |                 |                                                             |

| Arbitro: | Aarnink |

|                           |           |  |
| Ziegenbein 20’ Hübner 43’ | Marcatori |  |

| Arbitro: | Seidel |

|             |           |                                   |
| Bölstler 1’ | Marcatori | 53’ Reinert 56’ (rig.) Ziegenbein |

| Arbitro: | Perl |

|                                       |           |  |
| Öztürk 4’, 74’ Ziemer 14’ Reinert 78’ | Marcatori |  |

| Arbitro: | Unger |

|            |           |             |
| Tallec 64’ | Marcatori | 89’ Reinert |

| Arbitro: | Petersen |

|                                  |           |          |
| Ziegenbein 61’ (rig.) Öztürk 69’ | Marcatori | 90’ Holt |

| Arbitro: | Kampka |

|                  |           |  |
| Kurz 47’ Ali 79’ | Marcatori |  |

| Wiesbaden 31 ottobre 2009, ore 14:00 CET 15ª giornata | Wehen Wiesbaden | 0 – 0 referto | Eintracht Braunschweig | BRITA-Arena (4 011 spett.)\| Arbitro: \| Nowak \| |
| Arbitro:                                              | Nowak           |               |                        |                                                   |

| Arbitro: | Steinberg |

|                                                    |           |  |
| Testroet 17’ Ronneburg 20’ Ayık 39’ Menga 41’, 66’ | Marcatori |  |

| Arbitro: | Wingenbach |

|                                  |           |                        |
| Ziemer 3’ Gehring 23’ Öztürk 55’ | Marcatori | 28’ Mesic 60’, 65’ Ulm |

| Arbitro: | Dittrich |

|                                                      |           |            |
| Karl 2’ Fink 12’ Hartmann 29’ Keidel 60’ Buchner 70’ | Marcatori | 19’ Ziemer |

| Arbitro: | Thomsen |

|                             |           |               |
| Ziegenbein 39’ Boskovic 41’ | Marcatori | 84’ Rathgeber |

#### Girone di ritorno
| Arbitro: | Beitinger |

|               |           |            |
| Schönheim 73’ | Marcatori | 78’ Hähnge |

| Arbitro: | Valentin |

|                            |           |             |
| Kegel 18’ Röttger 44’, 61’ | Marcatori | 56’ Reinert |

| Arbitro: | Achmüller |

|                |           |                       |
| Ziegenbein 42’ | Marcatori | 59’ Göhlert 63’ Mayer |

| Arbitro: | Aarnink |

|  |           |                             |
|  | Marcatori | 31’ Bohl 88’ (rig.) Reinert |

| Arbitro: | Osmers |

|            |           |                                            |
| Öztürk 51’ | Marcatori | 16’ Walch 23’ Schipplock 27’ Funk 45’ Vier |

| Arbitro: | Seidel |

|  |           |                                  |
|  | Marcatori | 17’ Boskovic 65’ Türker 90’ Açar |

| Arbitro: | Seiwert |

|                     |           |            |
| Dorn 65’ Öztürk 72’ | Marcatori | 47’ Ziemer |

| Arbitro: | Glasmacher |

|          |           |                 |
| Bohl 31’ | Marcatori | 24’, 58’ Yılmaz |

| Arbitro: | Valentin |

|                               |           |                          |
| Klotz 57’ Agyemang 79’ (rig.) | Marcatori | 43’ Stroh-Engel 70’ Barg |

| Arbitro: | Hartmann |

|                            |           |  |
| Ziemer 21’ (rig.) Barg 67’ | Marcatori |  |

| Osnabrück 27 marzo 2010, ore 14:00 CET 30ª giornata | Osnabrück | 0 – 0 referto | Wehen Wiesbaden | Osnatel Arena (10 000 spett.)\| Arbitro: \| Unger \| |
| Arbitro:                                            | Unger     |               |                 |                                                      |

| Arbitro: | Blos |

|                         |           |  |
| Barg 8’ Stroh-Engel 84’ | Marcatori |  |

| Arbitro: | Benedum |

|              |           |                 |
| Guščinas 89’ | Marcatori | 78’ Stroh-Engel |

| Arbitro: | Metzen |

|                                      |           |                     |
| Bohl 23’, 50’ Stroh-Engel 70’ (rig.) | Marcatori | 59’ (aut.) Boskovic |

| Arbitro: | Seiwert |

|                                  |           |            |
| Kumbela 26’ Henn 81’ Onuegbu 90’ | Marcatori | 35’ Türker |

| Arbitro: | Dankert |

|                            |           |  |
| Stroh-Engel 14’ Öztürk 24’ | Marcatori |  |

| Arbitro: | Thomsen |

|                             |           |  |
| Mesic 7’ Zinnow 22’ Ulm 90’ | Marcatori |  |

| Arbitro: | Steinhaus-Webb |

|           |           |                                                         |
| Ziemer 5’ | Marcatori | 9’ Ruprecht 27’ Keidel 31’ (rig.) Leitl 55’, 63’ Gerber |

| Arbitro: | Schößling |

|                                            |           |                                      |
| Rathgeber 11’, 63’, 75’ Schweinsteiger 73’ | Marcatori | 1’ Reinert 47’ Türker 54’ Damjanović |

### Coppa di Germania
| Arbitro: | Aytekin |

|          |           |                                          |
| Bohl 62’ | Marcatori | 26’ Grafite 41’, 57’ Misimović 51’ Džeko |

## Statistiche

### Statistiche di squadra
| Competizione      | Punti | In casa | In casa | In casa | In casa | In casa | In casa | In trasferta | In trasferta | In trasferta | In trasferta | In trasferta | In trasferta | Totale | Totale | Totale | Totale | Totale | Totale | DR  |
| Competizione      | Punti | G       | V       | N       | P       | Gf      | Gs      | G            | V            | N            | P            | Gf           | Gs           | G      | V      | N      | P      | Gf     | Gs     | DR  |
| ----------------- | ----- | ------- | ------- | ------- | ------- | ------- | ------- | ------------ | ------------ | ------------ | ------------ | ------------ | ------------ | ------ | ------ | ------ | ------ | ------ | ------ | --- |
| 3. Liga           | 47    | 19      | 9       | 3       | 7       | 31      | 27      | 19           | 4            | 5            | 10           | 21           | 37           | 38     | 13     | 8      | 17     | 52     | 64     | -12 |
| Coppa di Germania | -     | 1       | 0       | 0       | 1       | 1       | 4       | 0            | 0            | 0            | 0            | 0            | 0            | 1      | 0      | 0      | 1      | 1      | 4      | -3  |
| Totale            | 47    | 20      | 9       | 3       | 8       | 32      | 31      | 19           | 4            | 5            | 10           | 21           | 37           | 39     | 13     | 8      | 18     | 53     | 68     | -15 |

### Andamento in campionato
| Giornata  | 1  | 2  | 3  | 4  | 5  | 6  | 7  | 8  | 9  | 10 | 11 | 12 | 13 | 14 | 15 | 16 | 17 | 18 | 19 | 20 | 21 | 22 | 23 | 24 | 25 | 26 | 27 | 28 | 29 | 30 | 31 | 32 | 33 | 34 | 35 | 36 | 37 | 38 |
| --------- | -- | -- | -- | -- | -- | -- | -- | -- | -- | -- | -- | -- | -- | -- | -- | -- | -- | -- | -- | -- | -- | -- | -- | -- | -- | -- | -- | -- | -- | -- | -- | -- | -- | -- | -- | -- | -- | -- |
| Luogo     | T  | C  | T  | C  | T  | C  | C  | T  | C  | T  | C  | T  | C  | T  | C  | T  | C  | T  | C  | C  | T  | C  | T  | C  | T  | T  | C  | T  | C  | T  | C  | T  | C  | T  | C  | T  | C  | T  |
| Risultato | P  | P  | V  | P  | P  | P  | V  | N  | V  | V  | V  | N  | V  | P  | N  | P  | N  | P  | V  | N  | P  | P  | V  | P  | V  | P  | P  | N  | V  | N  | V  | N  | V  | P  | V  | P  | P  | P  |
| Posizione | 16 | 19 | 12 | 16 | 19 | 20 | 18 | 18 | 15 | 12 | 10 | 11 | 9  | 11 | 12 | 13 | 14 | 15 | 13 | 13 | 14 | 16 | 15 | 15 | 13 | 15 | 16 | 17 | 14 | 14 | 13 | 14 | 12 | 13 | 11 | 12 | 13 | 15 |

Legenda:

Luogo: C = Casa; T = Trasferta. Risultato: V = Vittoria; N = Pareggio; P = Sconfitta.

### Statistiche dei giocatori
| Giocatore      | 3. Liga  | 3. Liga | 3. Liga     | 3. Liga    | Coppa di Germania | Coppa di Germania | Coppa di Germania | Coppa di Germania | Totale   | Totale | Totale      | Totale     |
| Giocatore      | Presenze | Reti    | Ammonizioni | Espulsioni | Presenze          | Reti              | Ammonizioni       | Espulsioni        | Presenze | Reti   | Ammonizioni | Espulsioni |
| -------------- | -------- | ------- | ----------- | ---------- | ----------------- | ----------------- | ----------------- | ----------------- | -------- | ------ | ----------- | ---------- |
| P. Albert      | 1        | 0       | 0           | 0          | 0                 | 0                 | 0                 | 0                 | 1        | 0      | 0           | 0          |
| S. Amstätter   | 4        | 0       | 0           | 0          | 0                 | 0                 | 0                 | 0                 | 4        | 0      | 0           | 0          |
| T. Açar        | 5        | 1       | 2           | 0          | 0                 | 0                 | 0                 | 0                 | 5        | 1      | 2           | 0          |
| T. Barg        | 18       | 3       | 3           | 0          | 1                 | 0                 | 0                 | 0                 | 19       | 3      | 3           | 0          |
| L. Billick     | 24       | 0       | 5           | 0          | 0                 | 0                 | 0                 | 0                 | 24       | 0      | 5           | 0          |
| M. Birkenbach  | 10       | 0       | 1           | 0          | 1                 | 0                 | 0                 | 0                 | 11       | 0      | 1           | 0          |
| S. Bohl        | 33       | 6       | 1           | 0          | 1                 | 1                 | 0                 | 0                 | 34       | 7      | 1           | 0          |
| D. Boskovic    | 29       | 4       | 3           | 0          | 1                 | 0                 | 0                 | 0                 | 30       | 4      | 3           | 0          |
| J. Damjanović  | 18       | 1       | 1           | 0          | 1                 | 0                 | 0                 | 0                 | 19       | 1      | 1           | 0          |
| E. Domaschke   | 28       | 0       | 0           | 0          | 0                 | 0                 | 0                 | 0                 | 28       | 0      | 0           | 0          |
| K. Gehring     | 26       | 1       | 3           | 0          | 0                 | 0                 | 0                 | 0                 | 26       | 1      | 3           | 0          |
| K. Glibo       | 6        | 0       | 1           | 1          | 1                 | 0                 | 0                 | 0                 | 7        | 0      | 1           | 1          |
| T. Hollmann    | 18       | 0       | 1           | 1          | 1                 | 0                 | 0                 | 0                 | 19       | 0      | 1           | 1          |
| B. Hübner      | 34       | 1       | 12          | 0          | 1                 | 0                 | 0                 | 0                 | 35       | 1      | 12          | 0          |
| F. Hübner      | 6        | 0       | 3           | 0          | 0                 | 0                 | 0                 | 0                 | 6        | 0      | 3           | 0          |
| C. Kunert      | 24       | 0       | 2           | 0          | 1                 | 0                 | 0                 | 0                 | 25       | 0      | 2           | 0          |
| J. Landeka     | 11       | 0       | 1           | 0          | 1                 | 0                 | 0                 | 0                 | 12       | 0      | 1           | 0          |
| S. Marinović   | 2        | 0       | 0           | 0          | 0                 | 0                 | 0                 | 0                 | 2        | 0      | 0           | 0          |
| S. Reinert     | 35       | 6       | 7           | 0          | 1                 | 0                 | 0                 | 0                 | 36       | 6      | 7           | 0          |
| F. Schönheim   | 29       | 1       | 5           | 0          | 0                 | 0                 | 0                 | 0                 | 29       | 1      | 5           | 0          |
| D. Stroh-Engel | 14       | 5       | 0           | 0          | 0                 | 0                 | 0                 | 0                 | 14       | 5      | 0           | 0          |
| S. Szimayer    | 1        | 0       | 0           | 0          | 0                 | 0                 | 0                 | 0                 | 1        | 0      | 0           | 0          |
| S. Türker      | 10       | 3       | 1           | 0          | 0                 | 0                 | 0                 | 0                 | 10       | 3      | 1           | 0          |
| B. Weigelt     | 28       | 0       | 7           | 0          | 0                 | 0                 | 0                 | 0                 | 28       | 0      | 7           | 0          |
| S. Wolf        | 15       | 0       | 0           | 0          | 0                 | 0                 | 0                 | 0                 | 15       | 0      | 0           | 0          |
| B. Ziegenbein  | 31       | 6       | 3           | 0          | 1                 | 0                 | 0                 | 0                 | 32       | 6      | 3           | 0          |
| M. Ziemer      | 35       | 7       | 1           | 0          | 1                 | 0                 | 0                 | 0                 | 36       | 7      | 1           | 0          |
| A. Öztürk      | 33       | 7       | 6           | 0          | 1                 | 0                 | 0                 | 0                 | 34       | 7      | 6           | 0          |